# Hervé-Auguste-Etienne-Albans Faye
Hervé-Auguste-Étienne-Albans Faye, francoski astronom in politik, * 3. oktober 1814, Saint-Benoît-du-Sault, Francija, † 4. julij 1902, Pariz.

## Življenje in delo
Faye je bil profesor astronomije in geodezije na fakulteti v Nancyju. Bil je predsednik Urada za dolžine (Bureau des longitudes), minister prosvete. Leta 1873 je postal profesor astronomije na École Polytechnique, leta 1878 pa član Pariškega observatorija na Aragojevo pobudo.
Posebno je raziskoval fizično zgradbo Sonca, nastanek Zemlje, oblakov. Leta 1843 je odkril četrti periodični po njem imenovani komet 4P/Faye. 15. marca 1858 je zelo dobro opazoval pojave v Sončevi atmosferi ob popolnem Sončevem mrku. Kasneje je tako opazoval leta 1869 še Stephen Alexander. Naredila sta izredno jasne posnetke korone, kjer so vidne tudi nekatere podrobnosti.

## Priznanja
Poimenovanja
Po njem se imenuje krater Faye na Luni s premerom 36 km (21,4° južno; 3,9° vzhodno).

## Glavna dela
- Cours d'astronomie nautique (Pariz 1880),
- Cours d'astronomie de l'école polytechnique (Pariz 1883),
- Sur l'origine du monde (Pariz 1885),
- Sur les tempetes in druga.